# Матвій Шендюх
Матвій Михайлович Шендюх (? — 1709) — український військовий діяч доби Гетьманщини. Ніжинський наказний полковник (1668, 1671, 1691).

## Життєпис
Син Михайла Шендюха — кобизького сотника (1663), значного військового товариша Ніжинського полку.
У 1668 році очолив частину Ніжинського полку, що брала участь у поході гетьмана П. Дорошенка під Котельву. Очолював полк у битві під Хухрою, у той час як полковник Артем Мартинович облягав московську залогу в Ніжині.
За гетьманування Д. Многогрішного — ніжинський полковий обозний (1669-1672). Підписувався під Глухівськими та Конотопськими статтями. У 1671 році вдруге очолював полк як наказний полковник.
У лютому 1676 року став сотником Дівицької сотні. Пробув на цьому уряді до грудня 1685 року. У 1685 році вдруге обіймав посаду ніжинського полкового обозного. Придбав землю у Дівиці у місцевого міщанина Криська Адамовича.
Втретє очолив Ніжинський полк за гетьманування Ів. Мазепи — у 1691 році. У 1694-1695 роках — втретє на уряді полкового обозного. Керував Ніжинським полком під час першого Азовського походу. Помер на початку 1709 року.

## Нащадки
Син Йосип Шендюх (? — 1730) — дівицький сотник (1703-1712), ніжинський городовий отаман (1715, 1719, 1729). Власним коштом спорудив Церкву Різдва Христового у Салтиковій Дівиці (1710). Користувався шляхетським гербом Приятель.